# Правни факултет Универзитета у Источном Сарајеву
Правни факултет Универзитета у Источном Сарајеву у Палама налази се у саставу Универзитета у Источном Сарајеву, једног од два државна универзитета у Републици Српској. Одјељења ван сједишта се налазе у Бијељини и Сребреници.
Декан Правног факултета је проф. др Горан Марковић.

## Историја
Факултет је основан 20. августа 1946. усвајањем Закона о Правном факултету од стране Народне скупштине НР Босне и Херцеговине. То је био први факултет у овој народној републици, а три године касније када је основан Универзитет у Сарајеву, ући ће у његов састав. Први факултетски декан (до 1949) био је проф. др Александар Васиљевич Соловјев, професор Историје државе и права Југославије. На Факултету је од 1946. до 1992. године, у дужем или краћем временском периоду, радило 56 наставника и 31 сарадник. У различитим периодима до 1992. године, на Факултету је предавало седам чланова Академије наука и умјетности Босне и Херцеговине, од којих су пет били редовни (Хамдија Ћемерлић, Стјепан Ловреновић, Војислав Спаић, Авдо Сућеска и Славица Крнета) и два дописни чланови (Мустафа Камарић и Владо Јокановић).
У прву годину студија школске 1946/1947. године уписана су 334 студента, а на Факултету је до 1992. године дипломирало око 9200 студената. Настава се до 1965. године изводила само на основном студију, након чега је донесена одлука о оснивању постдипломског студија. До 1992. године, магистарски рад су одбранила 53, а докторску тезу 48 кандидата.
Факултет је имао и одјељења ван сједишта у Бањој Луци, Мостару, Зеници и Добоју. Прва три су постала временом засебни факултети, а одјељење у Добоју радило је до почетка Рата у Босни и Херцеговини. Када је рат почео, велики број наставника и сарадника Правног факултета у Сарајеву је напустило град. Неки су напустили земљу, а неки су наставили са радом у Републици Српској, и то у Илиџи гдје је факултет у почетку био смјештен.
Народна скупштина Републике Српске је 14. септембра 1992. донијела Одлуку о издвајању високошколских установа из Универзитета у Сарајеву и њиховом удруживању у Универзитет у Сарајеву Републике Српске. Министарство образовања, науке и културе Републике Српске је 30. новембра 1994. године утврдило да Правни факултет испуњава услове за рад и донијело рјешење којим му се одобрава рад. За в.д. декана именован је проф. др Богдан Лоза, а сједиште Факултета је лоцирано у Илиџи.
Правни факултет је од 1994. до 1996. године радио на Илиџи, да би, на основу Одлуке Вијећа Универзитета од 23. маја 1996. године, сједиште Факултета било премјештено на Пале. Настава на Илиџи одвијала се у просторијама Хотела „Србија“, а на Палама у просторијама фабрике „Фамос“. Одлуком Вијећа Правног факултета од 23. маја 1996. сједиште је било пренесено у Пале, гдје се и данас налази. Постоје два одјељења ван сједишта: у Бијељини и Сребреници.

## Декани Правног факултета
Правним факултетом до 1992. године руководила су 22 декана:
- Проф. др Александар Соловјев 1947-1949.
- Проф. др Драгомир Кридија 1949-1950.
- Проф. др Владо Јокановић 1950-1951.
- Проф. др Стеван Јакшић 1951-1952.
- Проф. др Хамдија Ћемерлић 1952-1954.
- Проф. др Самуел Камхи 1954-1955.
- Проф. др Драгомир Кридија 1955-1957.
- Проф. др Стеван Јакшић 1957-1958.
- Проф. др Војислав Спаић 1958-1959.
- Проф. др Ананије Илић 1959-1960.
- Проф. др Хамдија Ћемерлић 1960-1962.
- Проф. др Бошко Перић 1962-1964.
- Проф. др Александар Стајић 1964-1965.
- Проф. др Мустафа Камарић 1965-1967.
- Проф. др Михајло Илић 1967-1969.
- Проф. др Самуел Камхи 1969-1971.
- Проф. др Ђорђо Самарџић 1971-1975.
- Проф. др Фуад Мухић 1975-1978.
- Проф. др Звонимир Стенек 1978-1980.
- Проф. др Михајло Велимировић 1980-1982.
- Проф. др Богдан Лоза 1982-1984.
- Проф. др Авдо Сућеска 1984-1986.
- Проф. др Славица Крнета 1986-1988.
- Проф. др Бранко Чалија 1988-1989.
- Проф. др Власта Хорват 1989-1990.
- Проф. др Ибрахим Фестић 1990-1992.

Након што је Факултет обновио рад 1994. године декани су били:
- Проф. др Богдан Лоза 1994-1999.
- Проф. др Радомир Лукић 1999-2006.
- Проф. др Драган Пантић 2006-2006.
- Проф. др Дијана Марковић-Бајаловић 2006-2008.
- Проф. др Зоран Николић 2008-2010.
- Проф. др Милан Томић 2010-2014.
- Проф. др Радомир Лукић 2014-2018.
- Проф. др Горан Марковић 2018-

## Катедре
Катедре су наставно-научне јединице које чине наставници и сарадници који одржавају наставу на сродним наставним предметима. На Правном факултету тренутно има шест катедри:
1. КАТЕДРА ЗА ГРАЂАНСКО ПРАВО

- Увод у грађанско право (Проф. др Станка Стјепановић)
- Стварно право (Проф. др Ранка Рачић)
- Породично право (Проф. др Станка Стјепановић)
- Насљедно право (Доц. др Димитрије Ћеранић)
- Облигационо право – општи дио (Доц. др Милица Панић)
- Облигационо право – посебни дио (Доц. др Милица Панић)
- Компанијско право (Право привредних друштава) (Проф. др Дијана Марковић-Бајаловић)
- Грађанско процесно право (Проф. др Ранка Рачић)
- Право интелектуалне својине (Доц. др Свјетлана Ивановић)
- Пословно право (Уговори у привреди и хартије од вриједности) (Проф. др Дијана Марковић-Бајаловић)
- Међународно приватно право
- Стечајно право
- Правни послови грађанског права (Проф. др Станка Стјепановић,2 циклус студија)
- Правосудно организационо право (Проф. др Ранка Рачић, 2 циклус студија)
- Право конкуренције (Проф. др Дијана Марковић-Бајаловић, 2 циклус студија)
- Нотаријално право (Проф. др Станка Стјепановић, 2 циклус студија)
- Међународно привредно право (2 циклус студија)
- Права дјетета (Проф. др Станка Стјепановић, 2 циклус студија)
- Имовински односи супружника (Проф. др Станка Стјепановић, 2 циклус студија)

1. КАТЕДРА ЗА КРИВИЧНО ПРАВО

- Кривично право 1 (проф. др Иванка Марковић)
- Кривично право 2 (проф. др Иванка Марковић)
- Кривично процесно право – општи дио (Доц. др Младенка Говедарица)
- Кривично процесно право – посебни дио (Доц. др Младенка Говедарица)
- Криминологија са пенологијом (проф. др Борислав Петровић)
- Криминалистика
- Правна медицина
- Међународно кривично право (проф. др Миодраг Симовић)
- Прекршајно право
- Малољетничко кривично право (Доц. др Младенка Говедарица, 2 циклус студија)
- Организовани криминал и корупција (2 циклус студија)

1. КАТЕДРА ЗА ИСТОРИЈУ ДРЖАВЕ И ПРАВА

- Национална правна историја (Доц. др Сања Савић)
- Општа правна историја (Доц. др Сања Савић)
- Римско право (Проф. др Самир Аличић)

1. КАТЕДРА ЗА МЕЂУНАРОДНО ПРАВО

- Међународно јавно право (проф. др Ранко Мујовић)
- Институције и право ЕУ (Проф. др Миле Рачић)
- Међународно хуманитарно право
- Међународноправна заштита људских права и слобода (2 циклус студија)

1. КАТЕДРА ЗА ПРАВНУ ТЕОРИЈУ И ЈАВНО ПРАВО

- Теорија државе (Проф. др Радомир В. Лукић)
- Теорија права (Проф. др Радомир В. Лукић)
- Уставно право 1 (Проф. др. Горан Марковић)
- Уставно право 2 (Проф. др Горан Марковић)
- Управно право – материјални дио (проф. др Предраг Димитријевић)
- Управно право – процесни дио (проф. др Предраг Димитријевић)
- Радно и социјално право (Доц. др Радислав Лале)
- Међународно радно право
- Правно нормирање (Проф. др Радомир В. Лукић)
- Методологија правних наука (2 циклус студија)
- Упоредно уставно право (Проф. др Горан Марковић, 2 циклус студија)
- Акти управе и управне процедуре (2 циклус студија)
- Радни спорови (Доц. др Радислав Лале, 2 циклус студија)
- Уставно судство (Проф. др Радомир В. Лукић, 2 циклус студија)

1. КАТЕДРА ЗА ПРАВНО – ЕКОНОМСКЕ НАУКЕ

- Основи економије (Проф. др Бранко Ђерић)
- Економска политика и европске интеграције (Проф. др Бранко Ђерић)
- Финансијско право (доц. др Горан Милошевић)

## Бесједничка секција
Секција за бесједништво Правног факултета у Источном Сарајеву обновила је рад у октобру 2010. године, на иницијативу Предсједништва Савеза студената и уз подршку декана проф. др Милана Томића, као и вишег асс. Димитрија Ћеранића, мр. Иначе, секција је постојала и раније, током 2000. и 2001. године, када ју је основао и водио покојни проф. др Новица Војиновић, један од наших најзначајнијих правних историчара. Захваљујући професору Војиновићу и његовом прегалаштву, студенти нашег факултета научили су теоријске основе и практичну вјештину реторике, те започели са учешћем на домаћим и међународним такмичењима у говорништву. Током двије године постојања, наши студенти су учествовали и освајали прва мјеста и награде на смотрама бесједништва на правним факултетима у Београду, Нишу, Бањој Луци, Источном Сарајеву, као и на културним манифестацијама у славу реторике у Сремској Митровици и Бијељини. Такође, четворо студената наступало је на међународном фестивалу римске традиције и реторике у Ровигу, у Италији, гдје су говорили бесједе на италијанском језику.

## Дебатни клуб
Студенти Правног факултета Универзитета у Источном Сарајеву, од његовог наставка рада током деведесетих година прошлог вијека па до данас, промовишу културу дијалога и савлађују основне дебатне вјештине. Током 2012. године, Дебатни клуб је обновио рад и данас успјешно дјелује како у сједишту Правног факултета на Палама, тако и у Одјељењу факултета у Бијељини.
Активности Клуба се састоје у одржавању радионица током којих дебатанти уче основне вјештине дебате, упознају се са различитим дебатним форматима, подучавају се доброј комуникацији и активном слушању, те, што је посебно важно, развијају способности тимског рада кроз заједничко трагање за новим идејама. Дебатни клуб, такође, приређује дебатна такмичења на нивоу факлутета, чиме свој рад представљају широј академској заједници. У првој половини 2013. године, Дебатни клуб је успоставио активну сарадњу са Центром за културу дијалога БиХ, те учествовао на семинарима и такмичењима у организацији ЦКД-а.

## Библиотека
Библиотека Правног факултета Универзитета у Источном Сарајеву настала је и развијала се упоредо са Правним факултетом, у тешким условима и са скромним средствима. Просторије библиотеке се налазе у склопу Правног факултета на Палама, као и у одјељењима у Бијељини и Сребреници. Услугама Библиотеке тренутно се користе наставници, сарадници и студенти у сједишту на Палама, као и у одјељењима у Бијељини и Сребреници, а чланови библиотеке могу постати и друга лица.
Основна услуга коју Библиотека нуди својим корисницима је издавање књига из библиотечког фонда који чини збирка монографских и збирка периодичних публикација. Збирку монографских публикација чине уџбеници, енциклопедије, приручници, рјечници, монографије, магистарски и докторски радови и др., и она тренутно броји око 9000 примјерака. Око 7000 примјерака је на српском језику, а остале књиге су на енглеском, француском, њемачком и руском језику. Збирку периодичних публикација чине научни и стручни часописи, зборници радова и сл., и она се тренутно састоји од око стотину наслова са око 4000 примјерака.

## Савез студената Правног факултета
Савез студената Правног факултета Универзитета у Источном Сарајеву је основан 27.11.1998. године на оснивачкој скупштини. На оснивачкој скупштини студентска организација Правног факултета је добила свој првобитни назив : Удружење студената Правног факултета Српско Сарајево-Правник. Због промјене назива Града Српско Сарајево и осталих облика друштвеног организовања, а и у складу са Законом о омладинском организовању, организација је добила данашњи назив :Савез студената Правног факултета Универзитет у Источном Сарајеву, Правник. "Правник" је био оснивач Савеза Студената Универзитета у Источном Сарајеву (ССУИС) И Студентске Уније Републике Српске (СУРС), као и оснивач њихових правних насљедника : Студентског парламента Универзитета у Источном Сарајеву и Уније студената Републике Српске. Савез студената активно учествује у раду Уније студената Републике Српске, као и Студентског парламента Универзитета, гђе су чланови Савеза обављали или обављају одговорне функције ( предсједника, потпредсједника, чланови Сената Универзитета, студента омбудсмана, предсједници разних комисија и др.).
Годишњак студената Правног факултета у Источном Сарајеву је студентски стручни часопис у електронском издању, отворен за сарадњу са студентима свих правних факултета из земље и окружења. Часопис излази двапут годишње на интернет страници Правног факултета.

## Годишњак Правног факултета у Источном Сарајеву
Посебан значај за издавачку дјелатност има Годишњак Правног факултета у Источном Сарајеву, часопис за правне и друштвене науке, који наставља традиције Годишњака Правног факултета у Сарајеву и Зборника радова Правног факултета у Источном Сарајеву. Први број Годишњака, тада Историјско-правног зборника, издат је 1949. године, под уредништвом проф. др Милоша Бајића. Осим њега, у Редакционом одбору били су проф. др Александар Соловјев, проф. др Владо Јокановић и Мирослав Ђорђевић. У првом броју „Годишњака“, своје радове објавили су: професори Драгомир Крндија, Милош Бајић, Леонида Лучић, Ананије Илић, Војислав Спајић, Бошко Перовић, затим доценти Алија Силајџић, Драгољуб Димитријевић, Хамид Филиповић, Стјепан Ловреновић, те сарадници Ахмет Салчић, Миливоје Ерић и Мишо Семијан. Часопис је 1953. године промијенио назив у Годишњак Правног факултета у Сарајеву. Након објављивања пет бројева Зборника радова Правног факултета у Источном Сарајеву, Наставно-научно вијеће Правног факултета школске 2009/2010. године донијело је одлуку да Зборник радова прерасте у Годишњак Правног факултета у Источном Сарајеву. Није у питању само промјена назива већ и концепције, с циљем да Годишњак постане један од водећих регионалних научних часописа из области права. Годишњак испуњава стандарде које је Министарство науке и технологије Републике Српске дефинисало за издавање научних часописа, а странице часописа су отворене свим домаћим и страним ауторима, који језиком струке и науке имају право и могућност да износе своје ставове, идеје, критике и приједлоге. Главни и одговорни уредник Годишњака је проф. др Оливер Антић, а Редакцију чине још: проф. др Миленко Крећа, проф. др Зоран Стојановић, проф. др Слободан Марковић, проф. др Милан Томић, проф. др Ранка Рачић, проф. др Дијана Марковић-Бајаловић и проф. др Горан Марковић. Секретар Редакције је доц. др Димитрије Ћеранић.
У Међународном издавачком савјету налазе се:
- Prof. dr Zehra Odyakmaz, Gazy University, Economical & Administrative Sciences Faculty, Ankara, Turkish Republic;
- Andrew Pote, Lawyer, LL.B. (Hons), Barrister, England;
- Prof. dr Lydia N. B. T. Nunes, University of Sao Paolo, Faculty of Law, Sao Paolo, Brasil;
- Prof. dr Darko Darovec, Univerza na Primorskem, Znanstveno-raziskovalno središče, Koper, Slovenija.